# 凱洛硬頭魚
凱洛硬頭魚(学名：Craterocephalus kailolae），為輻鰭魚綱銀漢魚目銀漢魚科的其中一種，分布於巴布亞紐幾內亞北部淡水流域，體長可達6公分，為熱帶魚類，棲息在水質清澈的礫石底質溪流，生活習性不明。